# Eduard Freudenberg

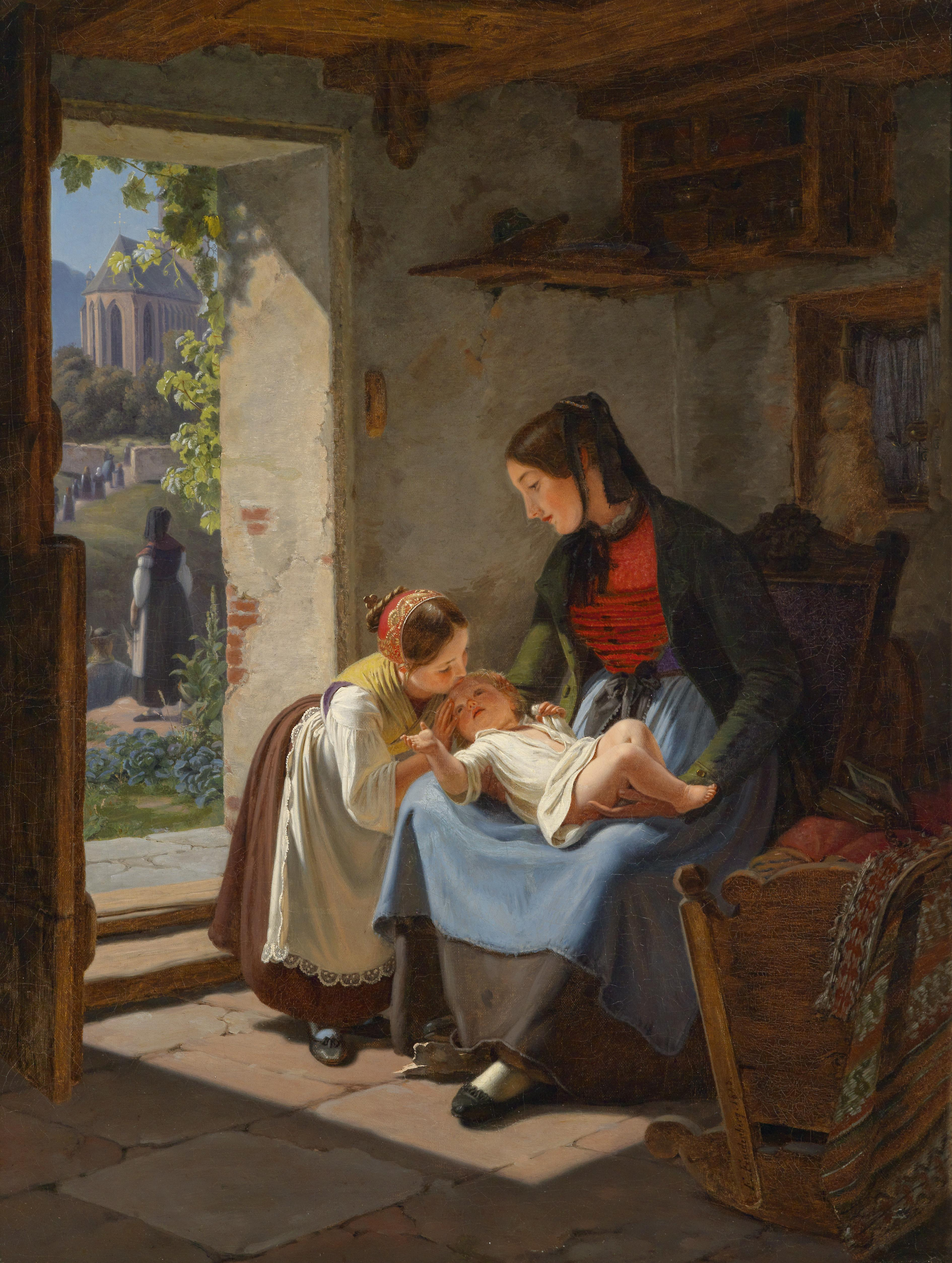
Mutterglück

Eduard Freudenberg (* 1808 in Neuwied; † 1865) war ein deutscher Genre- und Porträtmaler.
Freudenberg studierte ab 1825 Malerei an der Königlich Sächsischen Akademie der bildenden Künste zu Dresden. 1828 wurde er im 3. Studienjahr mit einem Belobungs-Schein ausgezeichnet. Danach war er in Neuwied als Porträtmaler tätig.
Ab dem 4. August 1831 setzte er das Studium an der Königlichen Akademie der Künste zu München fort. Danach blieb er in München und beschäftigte sich mit der Genremalerei aus dem bayerischen Milieu.
1852 kam er nach Rom und wurde Mitglied des Deutschen Künstlervereins, als dessen Mitglied er bis Juni 1855 nachweisbar ist.